# Cours inférieur de l'Hérault
Cours inférieur de l'Hérault este o arie protejată (sit de importanță comunitară — SCI) din Franța întinsă pe o suprafață de 162 ha, integral pe uscat.

## Localizare
Centrul sitului Cours inférieur de l'Hérault este situat la coordonatele 43°19′40″N 3°28′37″E / 43.32778°N 3.47694°E.

## Înființare
Situl Cours inférieur de l'Hérault a fost declarat arie specială de conservare în baza directivei 92/43 din 1992 referitoare la conservarea habitatelor naturale și a faunei și florei sălbatice pentru a proteja 8 specii de animale.

## Biodiversitate
Situată în ecoregiunea mediteraneană, aria protejată conține 4 habitate naturale: Galerii de Salix alba și de Populus alba, Cursuri de apă de la nivel de câmpie la nivel montan, cu vegetație Ranunculion fluitantis și Callitricho-Batrachion, Estuare, Râuri mediteraneene cu debit permanent cu specii de Paspalo-Agrostidion și galerii riverane de Salix și de Populus alba.
La baza desemnării sitului se află mai multe specii protejate:
- mamifere (1): vidră de râu (Lutra lutra)
- nevertebrate (4): Coenagrion mercuriale, Gomphus graslinii, Macromia splendens, Oxygastra curtisii
- pești (2): Alosa fallax, Parachondrostoma toxostoma
- reptile (1): țestoasa de baltă (Emys orbicularis)